# Тумані Діабате
Тумані Діабате (10 серпня 1965, Бамако, Малі — 19 липня 2024, там само) — малійський музикант, композитор, один із найвідоміших у світі гравців на корі — традиційному західноафриканському інструменті. У своїй творчості він першочергово опирається на традиції малійської музики однак також використовує елементи фламенко, блюзу, джазу й інших стилів.

## Біографія
Музикант народився 10 серпня 1965 року в місті Бамако у родині джелі — спадкових музикантів і співців. Згідно з усними розповідями 71 покоління його предків по батьківській лінії були гравцями на корі. Батько — Сідікі Діабате був одним з найвідоміших музикантів свого покоління і учасником спонсорованого урядом колективу Ensemble National Instrumental до якого входила і мати Тумані — Нене Койта.
Гру на корі Діабате почав освоювати в п'ять років слухаючи гру свого батька. Вже в 13 років він розпочав концертну діяльність разом з ансамблем Кулікоро. Наступним кроком у кар'єрі молодого музиканта стала участь у групу відомої співачки Кандії Куяте, з якою він узяв участь у концертах в багатьох країнах Африки. 1986 року разом з іншою співачкою Усман Сако Тумані вирушає до Європи де певний час залишається в Лондоні. Саме в цей час виходить його перший альбом «Kaira», що миттєво приніс славу 21-річному музиканту. 1988 року лише у Великій Британії він виступив на близько 50 концертах.
Наступний свій альбом «Songhai» Тумані записав спільно з іспанськими виконавцями стилю фламенко Ketama і англійським музикантом Данні Томпсоном. Відтоді елементи фламенко стали важливою частиною музики Діабате. Продовженням цієї співпраці став альбом «Songhai2», що вийшов 1994 року. У цей час останнім соло-альбомом Тумані Діабате є «Mande Variations» 2008 року.

## Симетричний оркестр

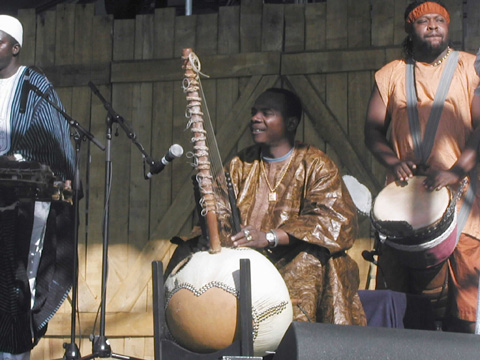

У 1990 році Тумані сформував з музикантів із Малі, Сенегалу, Гвінеї, Буркіна-Фасо оркестр, який він назвав симетричним. Назва оркестру символізує симетрію між традицією і сучасністю і між музичною культурою даних країн, що колись входили до могутньої імперії Манде. Оркестр постійно давав концерти у вихідні дні у Бамако. 1992 року у Малі і Японії вийшов альбом 'Shake The Whole World'. Проте особливої популярності набув альбом Boulevard de l'Independance, що вийшов 2006 року. Після його виходу Тумані Діабате і Симетричний оркестр взяли участь у багатьох концертах і фестивалях по всьому світі, зокрема WOMAD, Roskilde, Шигед, Гластенбері та ін.

## Співпраця
Тумані Діабате широко відомий своєю співпрацею з музикантами багатьох країн світу. Окрім Ketama і Данні Томпсона це зокрема Бассеку Куяте і Келетігуі Діабате з якими був записаний альбом Djelika. Також він співпрацював із Саліфом Кейтою і Кассе-Маді Діабате. 1999 року разом з іншим відомим гравцем на корі Балаке Сіссоко вийшов альбом New Ancient Strings, який став ідейним продовженням легендарного альбому Cordes Anciennes, виданого у 1977 році за участі їх батьків Сідікі Діабате і Джелімаді Сіссоко. Альбом In the Heart of the Moon, що вийшов 2005 року спільно з Алі Фарка Туре, приніс Тумані нагороду Grammy у номінації «Найкращий традиційний альбом у стилі World Music».
Окрім малійських музикантів Діабате також активно співпрацював із музикантами з інших країн зокрема американськими виконавцями Тадж-Махалом і Розвелом Руддом. Тунані також взяв участь у альбомі «Volta» ісландської співачки Бйорк.

## Дискографія
- 1988 — Kaira
- 1988 — Songhai (разом з Ketama і Данні Томпсоном)
- 1994 — Songhai 2 (разом з Ketama і Данні Томпсоном)
- 1995 — Djelika
- 1999 — New Ancient Strings (разом з Баллаке Сіссоко)
- 1999 — Kulanjan (разом з Тадж-Махал)
- 2001 — Jarabi: the Best of Toumani Diabate
- 2005 — In the Heart of the Moon (разом з Алі Фарка-Туре)
- 2006 — Boulevard de l'Independance
- 2008 — The Mande Variations

## Документальні фільми
- Bamako Is a Miracle реж. Maurice Engler, Arnaud Robert і Samuel Chalard (Afro Blue, Geneva 2003).
- Toumani Diabate — Koraklange aus dem Land der Flusspferde реж. Martina Pfaff (WDR, Cologne 2007).

## Замітки
1. ↑  Maillot E. Toumani et Sidiki Diabaté, la kora de père en fils
2. ↑  Deutsche Biographie — München BSB, Historische Kommission bei der Bayerischen Akademie der Wissenschaften, 2001.
3. ↑  http://www.worldcircuit.co.uk/#Toumani_Diabate::Biography
4. ↑  http://www.mali-music.com/Cat/CatT/ToumaniDiabate.htm
5. ↑  http://www.mali-music.com/Cat/CatC/CordesAnciennes.htm